# トイピルカ北帯広ユースホステル
トイピルカ北帯広ユースホステル（トイピルカきたおびひろユースホステル）は日本ユースホステル協会に加盟している北海道のユースホステル。

## 設備
- 個人や小グループに適している
- グループで一室利用可
- 駐車場あり
- 駐輪場あり
- 洗濯機あり
- 乾燥機あり
- 荷物預かりあり
- 全室禁煙
- 英語による予約可
- クレジットカード可
- 周辺に温泉あり
- レンタサイクルあり

## 休館
- 11月20日 - 12月20日

## アクセス
- 根室本線帯広駅(十勝バス十勝川温泉行20分)下士幌小学校前下車(徒歩20分)